# Saulxures-lès-Bulgnéville
Saulxures-lès-Bulgnéville è un comune francese di 261 abitanti situato nel dipartimento dei Vosgi nella regione del Grand Est.

## Società

### Evoluzione demografica
Abitanti censiti